# Mountsorrel
Mountsorrel – wieś w Anglii, w hrabstwie Leicestershire, w dystrykcie Charnwood. Leży 10 km na północ od miasta Leicester i 152 km na północny zachód od Londynu. W 2001 miejscowość liczyła 6662 mieszkańców.